# Sebastian Moran

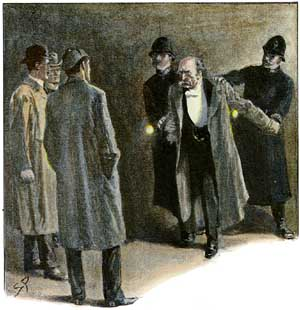
Moran detido em A Casa Vazia.

O coronel Sebastian Moran é uma personagem fictícia das histórias sobre Sherlock Holmes contadas pelo escritor escocês Arthur Conan Doyle. É o vilão do conto A Casa Vazia, uma das treze aventuras reunidas na coletânea A volta de Sherlock Holmes. Era, de acordo com o grande detetive, o segundo bandido mais perigoso de Londres. O primeiro era certamente o professor Moriarty.
O grande detetive fez várias observações, na aventura A Casa Vazia, sobre as qualidades de Moran. Era muito esperto, tanto que nada ficou provado contra ele na morte da sra. Stewart, de Lauder, em 1887. Era um dos maiores atiradores do mundo, segundo Holmes, um dos homens mais perspicazes da Europa e o melhor caçador do império oriental, abatendo um número de tigres que até a data da história não tinha sido igualado. 
Holmes traça um perfil do facínora no seu índice de biografias de criminosos. Segundo as anotações do detetive, Sebastian Moran nasceu em Londres em 1840, filho de sir Augustus Moran, ex-embaixador britânico na Pérsia. Antes de dar início à sua carreira militar, estudou no Eton College e na Universidade de Oxford. 
Já como membro do exército britânico, atuou na Campanha Jowaki de 1877-1878 e na Segunda Guerra Anglo-Afegã, participando das batalhas de Charasiab (6 de outubro de 1879) e Sherpur (27 de dezembro de 1879) e servindo em Cabul. Era especialista em tiro e escreveu Jogo Pesado no Himalaia Ocidental (1881) e Três Meses na Selva (1884).
Em suas investigações, Holmes descobriu que Moran sempre teve nervos de aço e, na Índia, na época em que servia no Primeiro Batalhão dos Pioneiros de Bangalore, chegou a arrastar-se numa vala atrás de um tigre que devorava homens. Mas começou a agir mal e, embora não cometesse nenhum escândalo, tornou-se indesejável naquele país. Aposentou-se e voltou para Londres. Parecia exteriormente respeitável, com endereço na Conduit Street, e era sócio de três clubes: o Anglo-Indiano, o Tankerville e o Bagatelle Card.
Logo voltou ao mau caminho e foi recrutado pelo professor Moriarty, o cérebro do crime em Londres, e se tornou depois de algum tempo o membro principal de sua quadrilha. Levava uma vida confortável com o que ganhava de Moriarty e logo foi aproveitado somente em assassinatos que exigiam sua habilidade especial com a espingarda.
Depois que a quadrilha de Moriarty foi desmantelada em O Problema Final, no início de 1891, escapou de ser incriminado e acompanhou o patrão às Cataratas de Reichenbach, em Davos, na Suíça. Assistiu à morte de Moriarty, que caiu do alto das cataratas ao tentar matar Sherlock Holmes, e também se viu frustrado em sua intenção de assassinar o grande detetive atirando pedras em cima dele.
Desempregado, Moran passou a ganhar a vida em Londres jogando cartas em vários clubes. Um de seus parceiros, Ronald Adair, descobriu que Moran trapaceava no jogo e ameaçou denunciá-lo se não pedisse demissão do clube e prometesse não jogar mais. Moran então assassinou Adair, atirando nele à distância com uma espingarda de ar comprimido com silenciador e usando bala explosiva, em 30 de março de 1894.
O dr. Watson escreveu em A Casa Vazia que Moran descobriu que Sherlock Holmes tinha voltado a Londres e tentou matar o detetive para vingar a morte do professor Moriarty, escondendo-se no subsolo de uma casa desabitada em frente ao número 221 B da Baker Street.
O biógrafo e companheiro do grande detetive o descreve como homem idoso, de nariz fino e proeminente, testa alta, com grandes entradas e enorme bigode grisalho. Usava um chapéu alto, colocado atrás. A camisa, de peito duro, brilhava dentro do sobretudo desabotoado. O rosto era esquálido e moreno, com rugas profundas. Tinha uma boca sensual, olhos azuis cruéis, pálpebras cínicas e caídas, um nariz agressivo e a fronte ameaçadora, "os sinais mais nítidos de um caráter perigoso".
Holmes já sabia que Moran havia assassinado Adair e colocou na sala de seu apartamento um boneco de cera, no qual o criminoso atirou, enquanto o detetive e o dr. Watson estavam escondidos na casa sem que Moran soubesse. Assim que o bandido disparou o tiro de sua espingarda de ar comprimido, foi preso por Sherlock e entregue ao inspetor Lestrade.
Na aventura O Cliente Ilustre, que se verificou em setembro de 1902, Holmes disse que Moran continuava vivo. O criminoso também é mencionado pelo grande detetive no conto Seu Último Adeus, como exemplo dos muitos inimigos que juraram ajustar contas com ele.